# عبد الله محمد الحاج
عبد الله محمد الحاج (1899 – 1975) سياسي ونائب لبناني سابق.

## ولادته ونشأته
- ولد في محلة الغبيري في ضاحية بيروت الجنوبية وذلك في العام 1899 ميلادي.
- بدأ دراسته في سن متأخرة في المدرسة اليسوعية في بيروت.
- انتسب إلى الجامعة الأمريكية في بيروت ونال البكالوريوس في العلوم في العام 1922 ميلادي.
- سافر إلى الولايات المتحدة ودرس في جامعة كولومبيا ونال شهادة الماجستير في التربية سنة 1925 ميلادي.[1]

## عمله
- بدأ حياته العملية بتعيينه أستاذا في كلية بغداد في العراق.
- في العام 1932 ميلادي تم تعيينه مستشارا للملك فيصل الأول.
- في العام 1934 ميلادي، تم تعيينه رئيسا للديوان الملكي بالوكالة.
- عاد إلى لبنان في العام 1937 وبدأ عمله السياسي بانضمامه إلى الكتلة الشعبية.

## في النيابة
- انتخب في العام 1951 ميلادي نائبا عن المقعد الشيعي في قضاء بعبدا اللبناني.
- أعيد انتخابه عن نفس المقعد في دائرة بيروت الرابعة في العام 1953 ميلادي.

## في السياسة
أسس نقابة مزارعي الدخان في لبنان، و حارب التمديد للرئيس بشارة الخوري. 
وكان من الاشتراكيين العلمانيين وعضوا مؤسسا في الجبهة الاشتراكية الوطنية في العام 1951 ميلادي.

## اسرته
تزوج مرتين وله أربعة أولاد.

## وفاته
توفي في الأول من حزيران (يونيو) من العام 1975 ميلادي.